# 1669
| 1669               |
| ------------------ |
| Dødsfald - Fødsler |
| • Begivenheder     |

| Gregoriansk kalender | 1669 MDCLXIX            |
| Ab urbe condita      | 2422                    |
| Armensk kalender     | 1118 ԹՎ ՌՃԺԸ            |
| Kinesiske kalender   | 4365 – 4366 戊申 – 己酉 |
| Etiopisk kalender    | 1661 – 1662             |
| Jødisk kalender      | 5429 – 5430             |
| Hindukalendere       |                         |
| - Vikram Samvat      | 1724 – 1725             |
| - Shaka Samvat       | 1591 – 1592             |
| - Kali Yuga          | 4770 – 4771             |
| Iransk kalender      | 1047 – 1048             |
| Islamisk kalender    | 1080 – 1081             |

Konge i Danmark: Frederik 3. 1648-1670
Se også 1669 (tal)

## Begivenheder
- Svenske kolonister grundlægger byen Philadelphia i det nuværende Pennsylvania, USA.
- 4. september – Candia (nu Iraklion) på Kreta overgiver sig til tyrkerne efter 20 års belejring

## Dødsfald
- 4. oktober – Rembrandt, hollandsk maler (født 1606).